# Foeni
Foeni (en hongrois : Fény, en allemand : Föen) est une commune du județ de Timiș en Roumanie.